# Crenitis malkini
Crenitis malkini är en skalbaggsart som beskrevs av Miller 1965. Crenitis malkini ingår i släktet Crenitis och familjen palpbaggar. Inga underarter finns listade i Catalogue of Life.